# 経学院

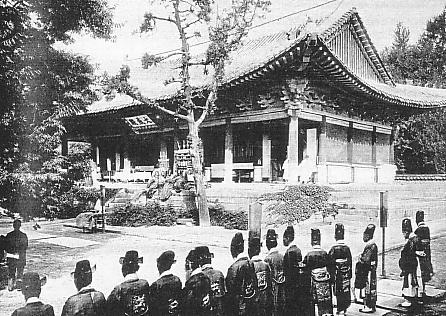
経学院

経学院（けいがくいん）は、大韓帝国と日本統治時代の朝鮮に置かれた儒教研究機関。旧朝鮮時代の成均館の後身である。

## 概要
前身の成均館は、朝鮮時代の最高教育機関だった。経学院は1887年に成均館に附属する形で発足し、韓国併合後の1911年（明治44年）に朝鮮総督府によって儒教研究機関として改組され、「経学院規程」（政令第74号）を公布した。明治天皇からの恩賜金25万円を基金とし、基金の利子と総督府の補助金によって運営された。
主な事業は、施設内の文廟（孔子廟）において釈奠（儒教の祭祀）を挙行したり、儒教講演会の開催や学術雑誌の発行である。また1930年（昭和5年）には、教育機関として「明倫学院」が附置された。
1945年の朝鮮独立（光復）後は、経学院は元の「成均館」に復し、現在は総合大学の成均館大学校になっている。

## 職員・講士
- 大提学
- 副提学
- 祭酒
- 司成
- 直員
- 講士